# Norelys Rodríguez
María Norelys Rodríguez Guillén (Mérida, Estado Mérida; 14 de julio de 1977) es una actriz, modelo, filántropa, diseñadora gráfica y animadora venezolana, conocida por su trabajo como modelo, y siendo uno de los más conocidos el de las Chicas Polar.

## Biografía
De orígenes humildes, es hija de Gregorio Rodríguez, un marinero varguense y de María Zaida Guillén de Rodríguez (+), una ama de casa merideña; es la segunda de dos hermanos, nació en Mérida en 1977, y a los pocos meses se mudó a Maracay con su familia,  y después se radicó en el Estado Vargas, específicamente en el Barrio El Rincón de La Guaira, donde vivió su infancia y adolescencia. En 1995 participó en el Miss Venezuela Juventud convirtiéndose en la ganadora, lo cual la motivó para participar en Miss Venezuela; ella quería participar para convertirse en una aeromoza de la extinta Viasa. En 1999 sobrevive a la Tragedia de Vargas y en 2001 decide participar en el Miss Venezuela para seguir con sus estudios.

## Miss Venezuela
Decidió participar en la edición de 2001 siendo una de las grandes favoritas, obteniendo la posición de Segunda Finalista (Tercera en el orden). Entonces tenía 24 años, y sus medidas eran 89-61-90, con 1.72 de estatura, y estudiaba Diseño Gráfico, carrera de la cual se graduó a los pocos años. Le tocó viajar a dos certámenes, 'Reina Sudamericana' e 'International Female Model 2003'.

## Reina Sudamericana
Viajó a la ciudad de Santa Cruz de la Sierra para participar en el Reina Sudamericana 2001, ese año Ligia Petit entregaba la corona, así que fue buscando realizar el segundo back to back Venezolano, (el primero lo realizó Gabriela Vergara y Patricia Fuenmayor en 1997), y logrando la posición de "Virreina Sudamericana" frente a la colombiana María Rocío Stevenson. Además logró las bandas de mejor Traje Típico y Miss Fotogenia.
En 2003 viajó al 'Internacional Female Model' realizado en la Isla de Aruba. En el evento estuvieron presentes representantes de 11 casas de modas de todo el mundo, clasificando como Semifinalista y obteniendo la banda Miss Fotogenica.

## Después del Miss Venezuela
Una semana después del Miss Venezuela falleció su madre en la ciudad de La Guaira, y en su homenaje colocó su banda de Segunda Finalista dentro de la urna. Debido a su posición en Miss Venezuela fue contratada en muchas partes del mundo como modelo, y desde 2002 hasta 2008 fue una de las famosas Chicas Polar, logrando así una gran carrera de modelaje.
Del 2003 al 2005 animó los programas Muévete a través del canal Televen y La Guerra de los Sexos en Venevisión. En 2010 debutó en el cine de la mano de Cesar Bolívar como protagonista en la película 'Muerte en alto contraste'. En 2011 sacó un libro titulado Vida en Equilibrio, y ese mismo año se convirtió en columnista de la revista ambiental Río Verde. En 2012 debutó en el video de la canción 'Amarte Bien' del cantante Carlos Baute realizado en Choroní. En 2014 apareció junto a Ricardo Arjona en el video de la canción 'Lo poco que tengo es tan poco', realizado en la isla de Roatán de Honduras.

## Actualidad
Actualmente es la conductora del programa 'Wild On Latino' transmitido por el canal 'E! Entertainment Television'. Además, dirige una línea de trajes de baño, ropa y accesorios, llamada Mandala, es activista a favor del medio ambiente. También es imagen de la Campaña Institucional de Valores Ciudadanos de Televen, y ha desarrollado un sólido camino de labor social a través de la Fundación UMA (Una Mano Amiga). También tiene un programa a través del Circuito Onda.

## Vida personal
Se graduó de Diseñadora Gráfica en 2002 en la Universidad Simón Bolívar, y tiene un solo hermano llamado José Gregorio. Su padre atiende un abasto en el barrio La Lucha llamado "Barre Campo" en La Guaira y su madre falleció a raíz de una enfermedad. En 2004 se casó con el empresario venezolano Karel Bentata en Nueva York, con quien permanece casada.